# Nadieżda Kosincewa
Nadieżda Anatoljewna Kosincewa, ros. Надежда Анатольевна Косинцева (ur. 14 stycznia 1985 w Archangielsku) – rosyjska szachistka, arcymistrzyni od 2002, posiadaczka męskiego tytułu arcymistrza od 2011 roku.

## Kariera szachowa
Jest wielokrotną medalistką mistrzostw świata i Europy juniorek w różnych kategoriach wiekowych:
- czterokrotnie złotą (Verdun 1995 – ME do 10 lat, Tallinn 1997 – ME do 12 lat), Oropesa del Mar 1998 – MŚ do 14 lat, Kallithea 2000 – ME do 18 lat),
- dwukrotnie srebrną (Cannes 1997 – MŚ do 14 lat, Litochoron 1999 – ME do 18 lat),
- trzykrotnie brązową (Rimavská Sobota 1996 – ME do 12 lat, Ateny 2001 – MŚ do 20 lat, Panaji 2002 – MŚ do 20 lat).

W 2004 wystąpiła na rozegranych w Eliście mistrzostwach świata systemem pucharowym, awansując do II rundy (w której uległa Natalii Żukowej). Zdobyła również brązowy medal w indywidualnych mistrzostwach Rosji kobiet. W 2005 osiągnęła kolejny znaczący sukces, zdobywając w Kiszyniowie tytuł wicemistrzyni Europy. W 2006 zajęła III miejsce w silnie obsadzonym  turnieju North Urals Cup w Krasnoturińsku. W 2007 zdobyła w Dreźnie brązowy medal indywidualnych mistrzostw Europy. W 2008 r. wystąpiła w rozegranym w Nalczyku pucharowym turnieju o mistrzostwo świata (awans do III rundy, w której przegrała z Shen Yang) oraz zwyciężyła w rozegranych w Moskwie mistrzostwach Rosji. W kolejnych mistrzostwach (Moskwa 2009) zdobyła tytuł wicemistrzowski. W 2010 r. podzieliła I m. w otwartym turnieju w Biel (wspólnie z m.in. Aleksandrem Riazancewem).
Wielokrotnie reprezentowała Rosję w rozgrywkach drużynowych, m.in.:
- pięciokrotnie na olimpiadach szachowych (w latach 2004, 2006, 2008, 2010, 2012); ośmiokrotna medalistka: wspólnie z drużyną – dwukrotnie złota (2010, 2012), srebrna (2006) i brązowa (2004) oraz indywidualnie – czterokrotnie złota (2004 – na IV szachownicy, 2008 – na III szachownicy, 2010 – na II szachownicy, 2012 – na III szachownicy)[3],
- trzykrotnie na drużynowych mistrzostwach świata (w latach 2007, 2009, 2011); czterokrotna medalistka: wspólnie z drużyną – trzykrotnie srebrna (2007, 2009, 2011) oraz indywidualnie – złota (2009 – na II szachownicy)[4],
- czterokrotnie na drużynowych mistrzostwach Europy (w latach 2005, 2007, 2009, 2011); sześciokrotna medalistka: wspólnie z drużyną – trzykrotnie złota (2007, 2009, 2011) i brązowa (2005) oraz indywidualnie – złota (2009 – na III szachownicy) i brązowa (2007 – na III szachownicy)[5].

Najwyższy ranking w dotychczasowej karierze osiągnęła 1 listopada 2010 r., z wynikiem 2576 punktów zajmowała wówczas 5. miejsce na światowej liście FIDE, jednocześnie zajmując 2. miejsce (za Tatjaną Kosincewą) wśród rosyjskich szachistek).

## Życie prywatne
Siostra Nadieżdy Kosincewej, Tatjana, jest również arcymistrzynią i należy do ścisłej czołówki rosyjskich szachistek.